# Rayle (Géorgie)
Rayle est une ville américaine située dans le comté de Wilkes, en Géorgie. Selon le recensement de 2020, sa population est de 158 habitants.